# Pitkäluoto (ö i Kymmenedalen)
Pitkäluoto är en ö i Finland. Den ligger i Finska viken och i kommunen Kotka i den ekonomiska regionen  Kotka-Fredrikshamn i landskapet Kymmenedalen, i den södra delen av landet. Ön ligger omkring 25 kilometer sydöst om Kotka och omkring 120 kilometer öster om Helsingfors.
Öns area är 31,4 hektar och dess största längd är 1 kilometer i öst-västlig riktning. Ön höjer sig omkring 25 meter över havsytan.